# Evans Heights
Die Evans Heights sind eine kleine und felsige Gebirgskette im ostantarktischen Viktorialand. Sie liegen in den Prince Albert Mountains auf der Westseite der Mündung des Woodberry-Gletschers in den David-Gletscher.
Der United States Geological Survey kartierte sie anhand eigener Vermessungen und mithilfe von Luftaufnahmen der United States Navy zwischen 1956 und 1962. Das Advisory Committee on Antarctic Names benannte sie 1968 nach John P. Evans, Einsatzgebietsassistent auf der McMurdo-Station zwischen 1964 und 1965.